# HAL Krishak
Le HAL HAOP-27 Krishak est un avion d'observation indien conçu à la fin des années 1950,. Sa mise en service est relativement tardive (1965, soit 6 ans après son premier vol) du fait de l'absence d'acheteurs dans un premier temps. Par la suite, l'armée de l'air indienne dut remplacer ses Auster AOP.6 et AOP.9 et acheta donc 70 Krishak. Il fut remplacé au milieu des années 1970 par le HAL Cheetah.

## Utilisateurs
- Inde: Armée de l'air